# Villa Saralegui
Villa Saralegui es una localidad argentina perteneciente al departamento San Cristóbal, en la provincia de Santa Fe. Se halla geográficamente entre el río Salado y el arroyo San Antonio. Su vía principal de comunicación es la ruta provincial 2, que la comunica por el Noroeste con la ciudad de San Cristóbal y por el Sudeste con la de San Justo.

## Historia y actualidad
La localidad Villa Saralegui tiene su origen en la colonia asentada en los alrededores de la estación de ferrocarril Villa Saralegui (1906-1908), situada dentro de la estancia Tres Marías —después llamada Rincón de San Antonio—, sobre terrenos donados en 1906 por Antonio de Saralegui y Zarandona (San Juan de Somorrostro, Musques, Vizcaya, 1847 - Buenos Aires, 1907) pertenecientes a su establecimiento Rincón de San Antonio o Estancia Saralegui –155.000 hectáreas (1903) correspondientes a dos latifundios agropecuarios (Rincón de San Antonio en San Cristóbal y La Vasconia en San Jerónimo) y por lo menos once estancias (La Josefina, La Petronila, La Rosa, La Sara, La Vicenta, La Vizcaína, María Eugenia, Tres Marías después Rincón de San Antonio, San Antonio, San Lorenzo y San Miguel)–. En 1960, fue aceptada la donación hecha a su vez por Antonio Lorenzo Ruiz Saralegui–nieto del fundador– de los terrenos sobre los que había ido creciendo la población originalmente asentada en los alrededores de la estación de ferrocarril y, en 1961, fue aprobado su trazado y urbanización, constituyéndose entonces como localidad denominada oficialmente Villa Saralegui.
En la actualidad, Villa Saralegui es una zona agrícola-ganadera, sin acceso pavimentado, cuya estación de ferrocarril dejó de operar en 1992.
En 2023 medios nacionales reflejaron un reclamo de productores rurales de la zona que decidieron llevar adelante una rebelión fiscal como protesta por el aumento en una tasa por un porcentaje muy superior al de la inflación.
En marzo de 2024 por ley provincial se intervino la comuna, ante graves irregularidades acontecidas en la misma.

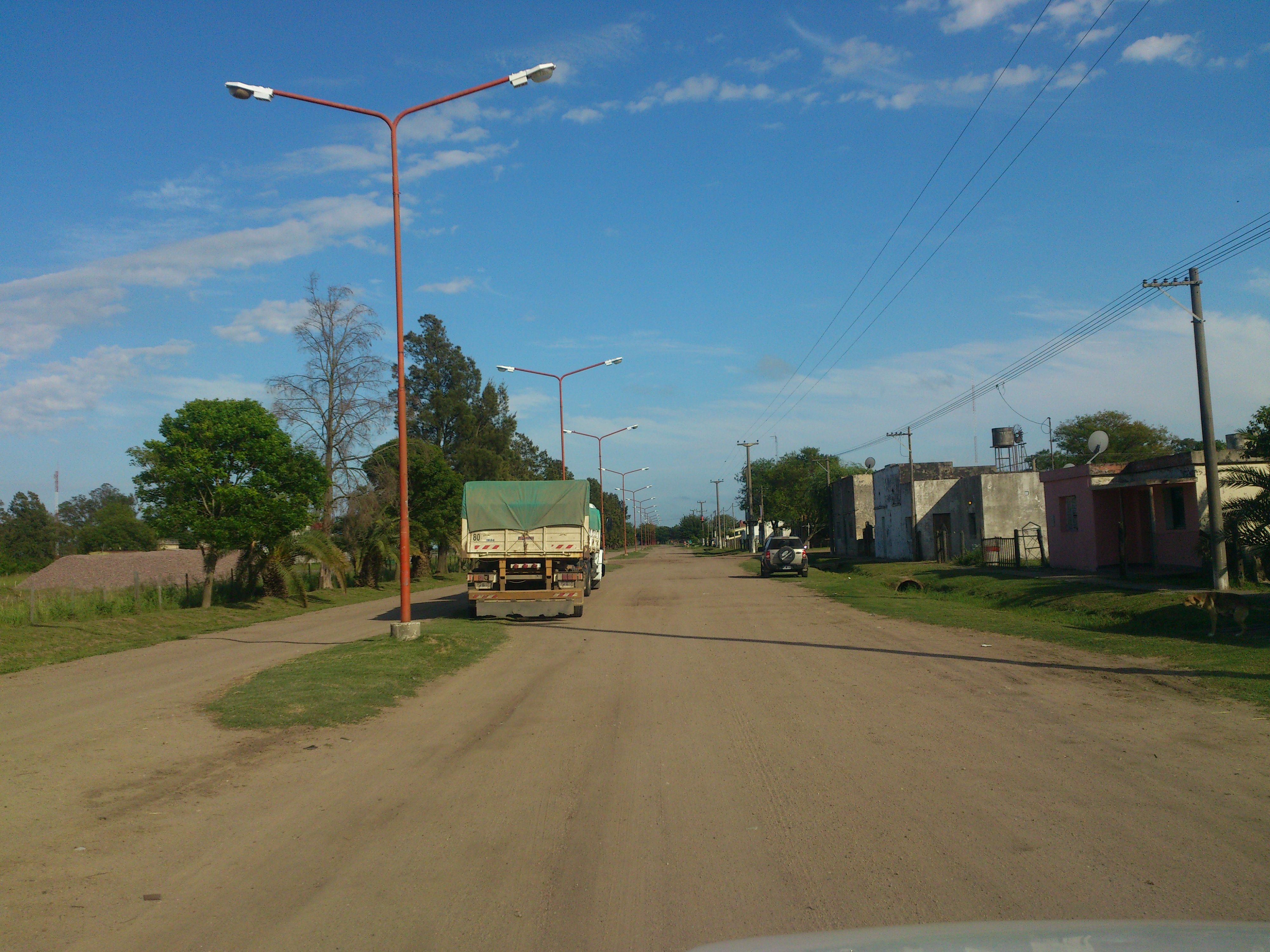
Una avenida de Villa Saralegui

## Población
Cuenta con 635 habitantes (Indec, 2022), lo que representa un descenso frente a los 941 habitantes (Indec, 2010) del censo anterior.
| Gráfica de evolución demográfica de Villa Saralegui entre 1991 y 2022 |
|                                                                       |
| Fuente: Censos nacionales del INDEC                                   |